# Lotta på Bråkmakargatan (film)
Lotta på Bråkmakargatan är en svensk film som hade biopremiär i Sverige den 26 september 1992, baserad på berättelserna om Lotta på Bråkmakargatan av Astrid Lindgren. Filmen regisserades av Johanna Hald.
Den hade världspremiär den 26 september 1992 i Stockholm, Göteborg och Malmö. Den har även visats i Finland, Nederländerna, Tyskland och Norge.
Filmen marknadsfördes som Svensk Filmindustris sista stora Astrid Lindgren-filmatisering. Men redan 1993 gick uppföljaren, Lotta flyttar hemifrån i regi av Johanna Hald, upp på bio.

## Handling
Lotta, som är nästan fem år, bor med mamma, pappa, Jonas, Mia och grisbjörnen Bamsen i ett hus på Bråkmakargatan. Lotta önskar sig en cykel på sin femårsdag men mamma och pappa tycker att Lotta är för liten. Då "lånar" Lotta tant Bergs gamla cykel, men kraschar in i hennes staket och gör sig illa. Lotta blir ledsen och tycker det är en usel födelsedag, men då kommer pappa ledande en röd liten tvåhjuling som Lotta får och Lotta kan cykla. 
Senare blir det dags för familjen att hälsa på hos mormor och morfar på landet.

## Rollista
- Grete Havnesköld – Lotta
- Linn Gloppestad – Mia
- Martin Andersson – Jonas
- Beatrice Järås – Doris (mamma)
- Claes Malmberg – Stefan (pappa)
- Margreth Weivers – tant Berg
- Ulla Lopez – bageritant
- Anna Nyman – sur tant
- Klas Dykhoff – sotare
- Rune Turesson – Helmut (morfar)
- Else-Marie Sundin – Karin (mormor)
- Claes Månsson – konduktör
- Alice Braun – Majken, piga

Källa:

## Produktion
Lotta på Bråkmakargatan var från början tänkt att bli en TV-serie på sex 25-minuter långa avsnitt. Projektet växte dock till att också bli en biofilm där tre av avsnitten klipptes ihop till den här filmen.
Filmen är huvudsakligen inspelad i Astrid Lindgrens Värld i Vimmerby.

## Musik i filmen
- Ajöss, min far, ajöss, min mor
- Byssan lull, text Evert Taube
- Vad är det för en dag, text och musik Margareta Strömstedt Förlag: Nixongs
- Livet i Finnskogarna, musik Calle Jularbo, text Anna Myrberg
- Öppna ditt fönster, musik Sune Waldimir, text Börje Larsson
- En afton vid Mjörn, musik Karl Severin, text Fritz Gustaf
- Klarinettpolka, trad.
- Nu ska vi opp, opp, opp, musik Jules Sylvain, text Gösta Stevens
- Månsken över Ångermanälven, musik Karl Grönstedt
- Nu ska vi vara snälla, musik Jules Sylvain, text Karl Gerhard
- Konvaljens avsked, musik Otto Lindwall, text David Lindwall